# Windows Anytime Upgrade
Windows Anytime Upgrade是由微软及其授權经销商所提供的升级方法(企業版,旗艦版系統中不包含AnyTime Upgrade)，提供給任何想升级Windows Vista或Windows 7的用戶(例如：从家庭普通版升级到旗舰版)。在Windows 7版本中，Windows Anytime Upgrade做了很多的改进，特别是下载升级的花費时间已减少到约10分钟，而且升级许可证密钥可以在零售商购买。Windows Anytime Upgrade的DVD-ROM版本只限使用于Windows Vista。在Windows 8与Windows 8.1中，这项功能改名为Add features to Windows，用于购买升级到专业版系统的许可证密钥，或者在现有的专业版系统中添加Windows Media Center。但是，微软于2015年10月31日终止了Windows 8 与 Windows 8.1对这项功能的支持。

## 历史
在Windows Vista发布之前，Windows Anytime Upgrade已正在开发中，然后随代号“Longhorn”的Windows Vista问世。该功能的初步版本可以在Build 4093版本中看到。
2006年2月26日，微软宣布将向零售和原始设备制造商（OEM）发布Windows Vista版本。 在此公告发布之后，各种与技术有关的网站报道称，用户可使用 Anytime Upgrade依次升级到Windows的更高版本。

## Windows Anytime Upgrade Packs升级包
为了扩展Windows Anytime Upgrade有限的供应和访问性，微软于2007年5月在北美、EMEA和亚太地区国家发布了Windows Anytime Upgrade Packs。这些包可在零售商和網路商店获得。
自2008年1月，在以前可使用已下载的许可证和原始安装媒介来升级的国家的用户，在试图通过微软的网站来购买升级将被告知，他们现在只能通过邮件的Windows Anytime Upgrade Packs接收升级包。